# 모데나
모데나(이탈리아어: Modena, 에밀리아어: Mòdna, 에트루리아어: Mutna, 라틴어: Mutina)는 북부 이탈리아 에밀리아로마냐주에 위치한 모데나도의 포강 하류에 잡은 도시이다. 2025년 기준 인구는 184,739명이다.
대주교좌가 위치한 이곳은 자동차 산업으로 유명한 곳으로, 저명한 이탈리아 고급 스포츠카 브랜드 페라리, 드 토마소, 람보르기니, 파가니, 마세라티 등의 생산 공장 및 본사가 이곳 및 근교 위치해 있다 (람보르기니의 경우 생산 공장은 산타가타볼로녜세에 위치). 페라리의 차량 모델 중 하나인, 360 모데나가 이곳의 이름을 따 명명됐다. 페라리의 생산 플랜트 및 포뮬러 원 팀 스쿠데리아 페라리가 도시 남부에 위치한 마라넬로를 기반으로 하고 있다.
1175년에 건립되어 프란체스코 2세 데스테에 의해 1686년에 확장된 모데나 대학교는 경제학, 의학, 법학에 특화되어 있고, 이탈리아 내 두 번째로 오래된 아테네움이다. 이탈리아의 군사 장교들은 모데나 사관학교에서 훈련을 받으며, 일부는 바로크 시대의 두칼레 궁전에 머문다. 에스테세 도서관에는 역사적 서적들과 3,000점에 이르는 필사본이 보관되어 있다. 모데나 대성당, 기를란디나 탑, 그란데 광장 등은 1997년 이래로 유네스코 세계문화유산에 등재되어 있다. 모데나는 발사믹 식초 생산으로 요리 업계에서도 유명하다.
유명한 모데나인들 중 토박이로는 잉글랜드와 스코틀랜드의 왕비 메리 오브 모데나, 오페라 테너 루차노 파바로티, 오페라 소프라노 미렐라 프레니 등이 있으며, 거주했던 이들에는 페라리의 창립자 엔초 페라리, 가톨릭 성직자 가브리엘레 아모르트, 셰프 마시모 보투라, 만화가 프랑코 본비치니, 밴드 모데나 시티 램블러스, 싱어송라이터 프란체스코 구치니 등이 있다.

## 지리
모데나는 피아누라 파다나에 위치했으며, 세키아강과 파나로강 등 두 강으로 둘러싸여 있는데, 이 두 강은 포강의 지류이다. 이 모습은 주세페 그라치오시가 제작한 도시 중심부에 위치한 두 강의 분수로 상징화 되어 있다. 도시는 나빌리오 운하 (Naviglio)를 통해 파나로강과 연결되어 있다. 아펜니노산맥이 도시에서 남쪽 약 10 킬로미터 (6 마일) 지점에서 시작된다. 모데나는 네 개 '치르코스크리치오니'로 구분되어 있다:
- 첸트로 스토리코 (Centro storico, San Cataldo)
- 크로체타 (San Lazzaro-East Modena, Crocetta)
- 부온 파스토레 (Buon Pastore, Sant'Agnese, San Damaso)
- 산 파우스티노 (S.Faustino-Saliceta San Giuliano, Madonnina-Quattro Ville)

### 기후
모데나는 대륙성 기후의 영향을 받아, 온난 습윤 기후를 띤다. 평균 연중 강수는 809 밀리미터 (31.9 in)이다. 여름에는 덥고 겨울에는 눈이 내리는 등 서늘하다. 이 기후는 쾨펜의 기후 구분에서 'Cfa' (온난 습윤 기후)로 묘사된다.
| 모데나 (1991년–2020)의 기후                 | 모데나 (1991년–2020)의 기후 | 모데나 (1991년–2020)의 기후 | 모데나 (1991년–2020)의 기후 | 모데나 (1991년–2020)의 기후 | 모데나 (1991년–2020)의 기후 | 모데나 (1991년–2020)의 기후 | 모데나 (1991년–2020)의 기후 | 모데나 (1991년–2020)의 기후 | 모데나 (1991년–2020)의 기후 | 모데나 (1991년–2020)의 기후 | 모데나 (1991년–2020)의 기후 | 모데나 (1991년–2020)의 기후 | 모데나 (1991년–2020)의 기후 |
| 월                                          | 1월                         | 2월                         | 3월                         | 4월                         | 5월                         | 6월                         | 7월                         | 8월                         | 9월                         | 10월                        | 11월                        | 12월                        | 연간                        |
| ------------------------------------------- | --------------------------- | --------------------------- | --------------------------- | --------------------------- | --------------------------- | --------------------------- | --------------------------- | --------------------------- | --------------------------- | --------------------------- | --------------------------- | --------------------------- | --------------------------- |
| 역대 최고 기온 °C (°F)                      | 25.3 (77.5)                 | 22.4 (72.3)                 | 26.7 (80.1)                 | 30.8 (87.4)                 | 35.2 (95.4)                 | 37.8 (100.0)                | 39.3 (102.7)                | 39.5 (103.1)                | 33.9 (93.0)                 | 29.4 (84.9)                 | 22.8 (73.0)                 | 17.2 (63.0)                 | 39.5 (103.1)                |
| 일평균 최고 기온 °C (°F)                    | 6.6 (43.9)                  | 9.3 (48.7)                  | 14.6 (58.3)                 | 18.6 (65.5)                 | 23.6 (74.5)                 | 28.2 (82.8)                 | 30.8 (87.4)                 | 30.5 (86.9)                 | 25.1 (77.2)                 | 18.7 (65.7)                 | 12.1 (53.8)                 | 7.1 (44.8)                  | 18.8 (65.8)                 |
| 일일 평균 기온 °C (°F)                      | 3.5 (38.3)                  | 5.2 (41.4)                  | 9.7 (49.5)                  | 13.6 (56.5)                 | 18.3 (64.9)                 | 22.7 (72.9)                 | 25.1 (77.2)                 | 24.9 (76.8)                 | 19.9 (67.8)                 | 14.7 (58.5)                 | 9.0 (48.2)                  | 4.2 (39.6)                  | 14.2 (57.6)                 |
| 일평균 최저 기온 °C (°F)                    | 0.4 (32.7)                  | 1.1 (34.0)                  | 4.8 (40.6)                  | 8.7 (47.7)                  | 13.1 (55.6)                 | 17.2 (63.0)                 | 19.3 (66.7)                 | 19.3 (66.7)                 | 14.8 (58.6)                 | 10.7 (51.3)                 | 5.9 (42.6)                  | 1.3 (34.3)                  | 9.7 (49.5)                  |
| 역대 최저 기온 °C (°F)                      | −10.0 (14.0)                | −16.0 (3.2)                 | −6.8 (19.8)                 | −3.0 (26.6)                 | 3.6 (38.5)                  | 7.6 (45.7)                  | 7.0 (44.6)                  | 9.0 (48.2)                  | 6.0 (42.8)                  | −3.6 (25.5)                 | −5.0 (23.0)                 | −11.4 (11.5)                | −16.0 (3.2)                 |
| 평균 강수량 mm (인치)                       | 33.5 (1.32)                 | 51.6 (2.03)                 | 44.5 (1.75)                 | 63.0 (2.48)                 | 64.0 (2.52)                 | 61.7 (2.43)                 | 35.3 (1.39)                 | 40.4 (1.59)                 | 55.6 (2.19)                 | 75.3 (2.96)                 | 75.3 (2.96)                 | 54.7 (2.15)                 | 654.9 (25.77)               |
| 평균 강수일수 (≥ 1.0 mm)                    | 5                           | 6                           | 5                           | 8                           | 6                           | 5                           | 3                           | 4                           | 5                           | 8                           | 8                           | 6                           | 69                          |
| 출처 1: Arpae Emilia-Romagna                |                             |                             |                             |                             |                             |                             |                             |                             |                             |                             |                             |                             |                             |
| 출처 2: Climi e viaggi (precipitation days) |                             |                             |                             |                             |                             |                             |                             |                             |                             |                             |                             |                             |                             |

## 행정
1946년부터 1992년까지, 모데나는 여러 공산주의 시장들을 배출했었다. 1990년대에 들어서, 중도좌파 연합이 시정을 이끌고 있다. 시 입법 기관 ('코무네')은 시의회 (Consiglio Comunale)로, 5년마다 시민들에게 선출되는 32명 (시장과 더불어)으로 구성된다. 모데나의 집행 기관은 시위원회 (Giunta Comunale)로, 9명의 의원 (assessore, 시장에 의해 임명 및 해임)으로 구성되고, 이 중에는 부시장 및 시장이 포함된다. 2019년부터 2024년까지 모데나 시장은 민주당 소속 잔 카를로 무차렐리이었다.

## 역사

### 고대
모데나 (라틴어: Mutina, 에트루리아어: Mutna) 주변 일대는 철기 시대에는 빌라노바인들이 거주했고, 이후에는 리구리아계 부족 및 갈리아족의 일파인 보이족 (이들의 취락 자체는 에트루리아 시대의 것)들이 정착했었다. Although 취락 설립의 정확한 시기는 알려지지 않았으며, 기원전 3세기에 이미 그 존재가 있었고, 한니발의 이탈리아 침공 기간인 기원전 218년에 보이족이 봉기를 일으키고 포위를 하기도 했었다. 리비우스는 모데나를 로마의 정무관들이 피난처로 썼던 요새화 된 성채로 묘사하였다. 보이족의 포위 결과는 알려져 있지 않으나, 한니발이 도착하고 나서는 버려진 것으로 추정된다. 기원전 183년에 무티나 (Mutina)라는 이름의 로마 식민지로 재건되었으며,, 이는 마르쿠스 아이밀리우스 레미두스가 군사 기지 목적으로 사용하기 위해서 였으며, 이로 인해 리구리아인들이 기원전 177년에 약탈을 감행하기도 했었다. 그럼에도, 도시는 재건되었고, 전략적 이점 및 아이밀리아 가도와 베로나로 향하는 도로가 교차하는 지점에 있어 곧장 갈리아 키살피나의 최고 중심지로 거듭났다.

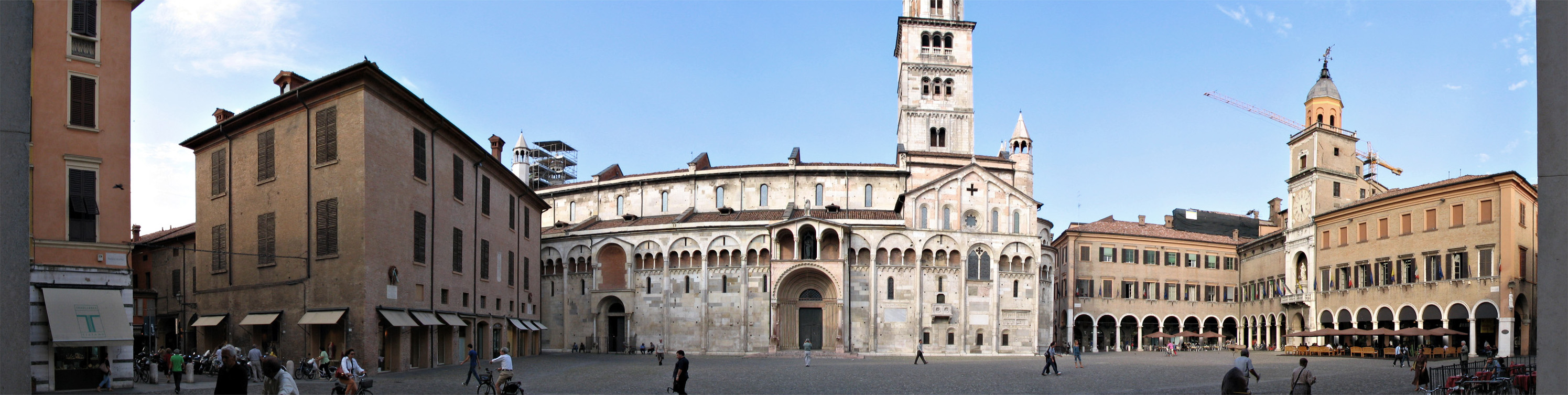
그란데 광장

기원전 1세기, 무티나는 두 차례 포위전을 겪는데 첫 포위는 기원전 78년 폼페이우스에 의한 것으로, 당시 무티나는 마르쿠스 유니우스 브루투스 (공화주의파의 지도자이며, 카이사르를 살해한 것으로 유명한 그의 아들과 혼동 주의)가 지키고 있었다. 무티나는 결국에 기근으로 항복하였고, 브루투스는 달아났으나, 결국 레기움 레피디에서 살해당하고 말았다. 카이사르의 암살 이후 벌어진 내전에서, 도시는 다시 한번 포위를 당했으며, 이때는 기원전 44년 마르쿠스 안토니우스에 의한 것었고, 데키무스 유니우스 브루투스가 방어를 했었다. 옥타비아누스가 원로원의 도움을 받아 도시를 구원했다 (무티나 전투 참조).
키케로는 저서 '필리포스 연설' (기원전 44년)에서 이곳을 '무티나 스플렌디디시마' (Mutina splendidissima, 가장 아름다운 무티나)라 칭했다. 서기 3세기까지, 신설된 행정 구역 아이밀리아의 최중점 도시로서 지위를 유지하였으나, 이곳이 야만족에 맞서거나 내전 시기 군기지로 사용됨으로써 로마 제국의 몰락이 무티나의 쇠퇴를 불러왔다. 무티나는 짙은 안개가 모습을 숨겨지며 아틸라로부터 약탈당하지 않았다고 전해지나 (모데나의 주교이자 수호 성인인 성 제미니아노가 이 안개를 만들었다고 하는 전설이 전해진다), 7세기에 큰 홍수가 이곳을 덮쳐 버려졌다.
2008년 12월, 이탈리아 연구자들은 고대 로마 제국을 밝히던 오일 램프가 제작된 도기 중심지를 발견했다. 모데나의 고대 성벽 인근 거주 구역 단지 건설 작업 중 도기 제작소의 증거가 나타났다. 발굴을 맡은 고고학자 도나토 라바테는 "저희는 도기 파편들로 채워진 로마 시대의 커다란 폐기물들을 발견했습니다. 여기에는 항아리, 유리병, 벽돌 등이 있었으나, 거의 대부분은 수백 개의 오일 램프로, 제작자들의 이름이 새겨져 있었다."라고 전했다.

### 중세
생존자들이 북서쪽으로 몇 마일 떨어진 곳에 새 도시를 세웠으며, 이는 여전히 치타노바 (Cittanova, 신도시)에서 나타난다. 약 9세기가 끝날 무렵, 모데나는 복원되었고 주교 루도비쿠스에 의해 요새화가 다시 이뤄졌다. 이 시기 쯤, '모데나 경비대의 노래'가 쓰였다. 이후 모데나는 여백작 토스카나의 마틸데의 영지 일부가 되었고, 12세기를 시작으로는 자유 코무네가 되었다. 신성 로마 황제 프리드리히 2세와 교황 그레고리오 9세 간의 전쟁 중 모데나는 황제 편에 섰었다.
에스테 가문은 1288년부터 모데나의 영주로 확인되었다 (오비초 데스테). 오비초의 후임자 (아초 8세가 1308년에 사망)가 죽자, 모데나는 독립하나, 336년 에스테 가문이 영구적으로 장악하였다. 보르소 데스테 시기, 모데나는 공국이 되었다.

### 근대 및 현대
에르콜레 2세를 통해 확장 및 요새화를 거친 모데나는 에스테 가문의 주요 거점인 페라라가 1598년 교황에게 넘어가면서 공작의 주요 근거지가 되었다. 프란체스코 1세 데스테 (1629–1658)는 성채를 짓고 궁전을 지었으며, 이 궁전은 프란체스코 2세 때 대대적으로 장식되었다. 18세기에, 리날도 데스테는 프랑스의 침입으로 두 차례나 도시에 쫒겨난 바 있으며, 프란체스코 3세는 모데나의 여러 공공 건축물들을 지었으나, 에스테 가문의 그림들은 매각되었고 이 그림들 중 다수는 드레스덴에 남아 있다. 에르콜레 3세는 모데나가 나폴레옹의 괴뢰 국가인 치살피나 공화국의 일부가 되는 보상으로 나폴레옹 장교들이 제공하는 보상을 거부한 채 트레비소에서 망명 중 사망했다. 그의 유일한 딸 마리아 베아트리체 데스테는 마리아 테레지아의 아들 오스트리아-에스테 대공작 페르디난트와 혼인했고 1814년에 그들 사이 태어난 장자인 프란체스코 4세는 에스테 가문의 영지를 돌려받았다. 얼마 안 되어, 1816년에 그는 요새를 해체시키고 오스트리아의 지배 하에서 모데나를 운영하기 시작했다.
그의 아들 프란체스코 5세는 단순한 지도자로 여겨지며, 전쟁과 콜레라의 희생자들을 돌본 인물로 유명하다. 하지만, 그는 외부에서 비롯한 혁명에 너무 많이 대처해야만 했고 1848년 혁명으로 잠시 모데나를 떠나 망명하기도 했다. 그는 대중들의 지지 속에서 오스트리아 군대에 의해 복귀되었다. 10년 뒤인 1859년 8월 20일, 혁명군 (당시 피에몬테군)이 다시 한번 침입해왔고, 모데나를 이탈리아 왕국으로 합병시켰다.

## 주요 관광지

### 두칼레 궁전

모데나의 두칼레 궁전

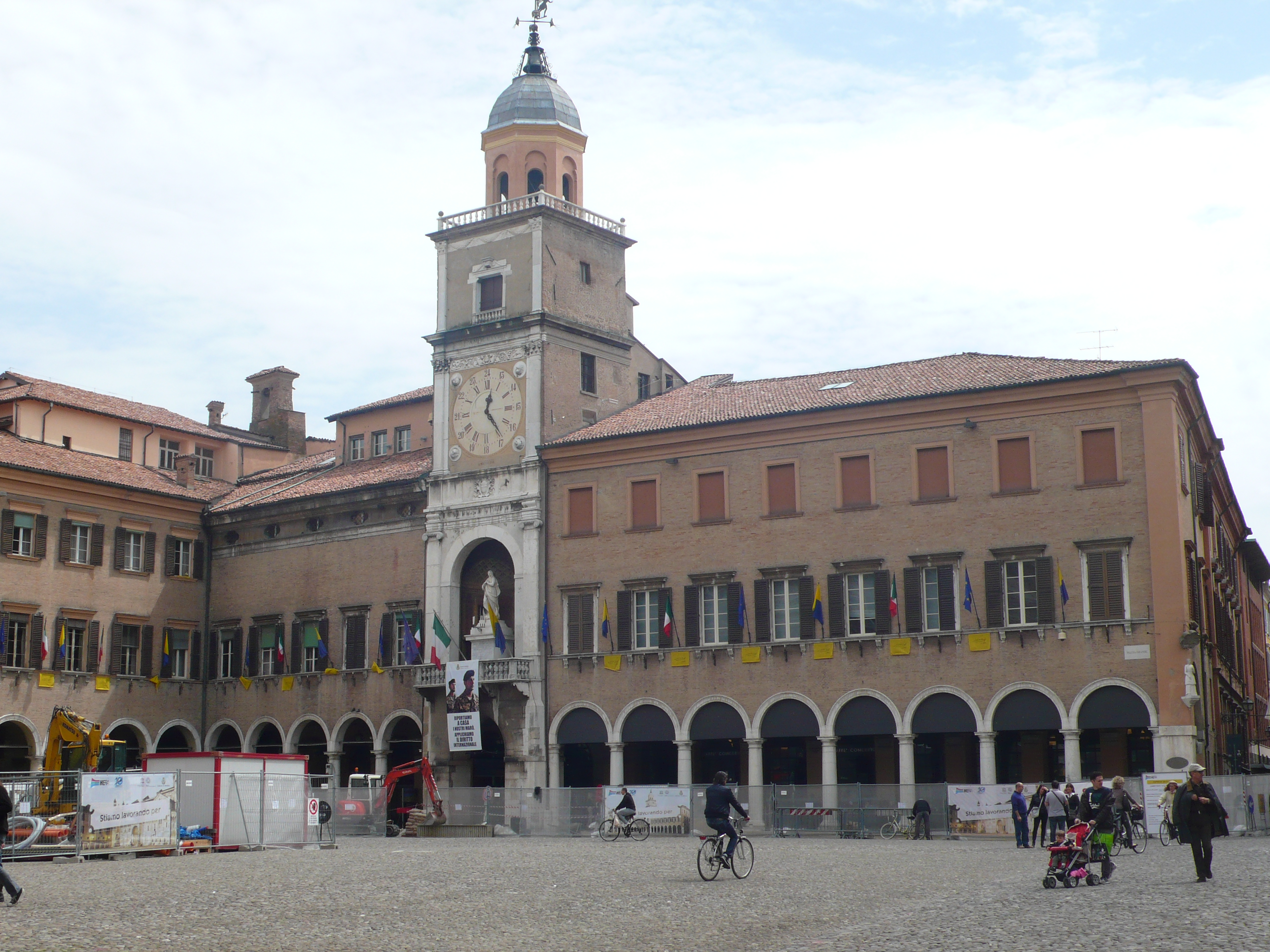
모데나 시청사인 팔라초 코무날레

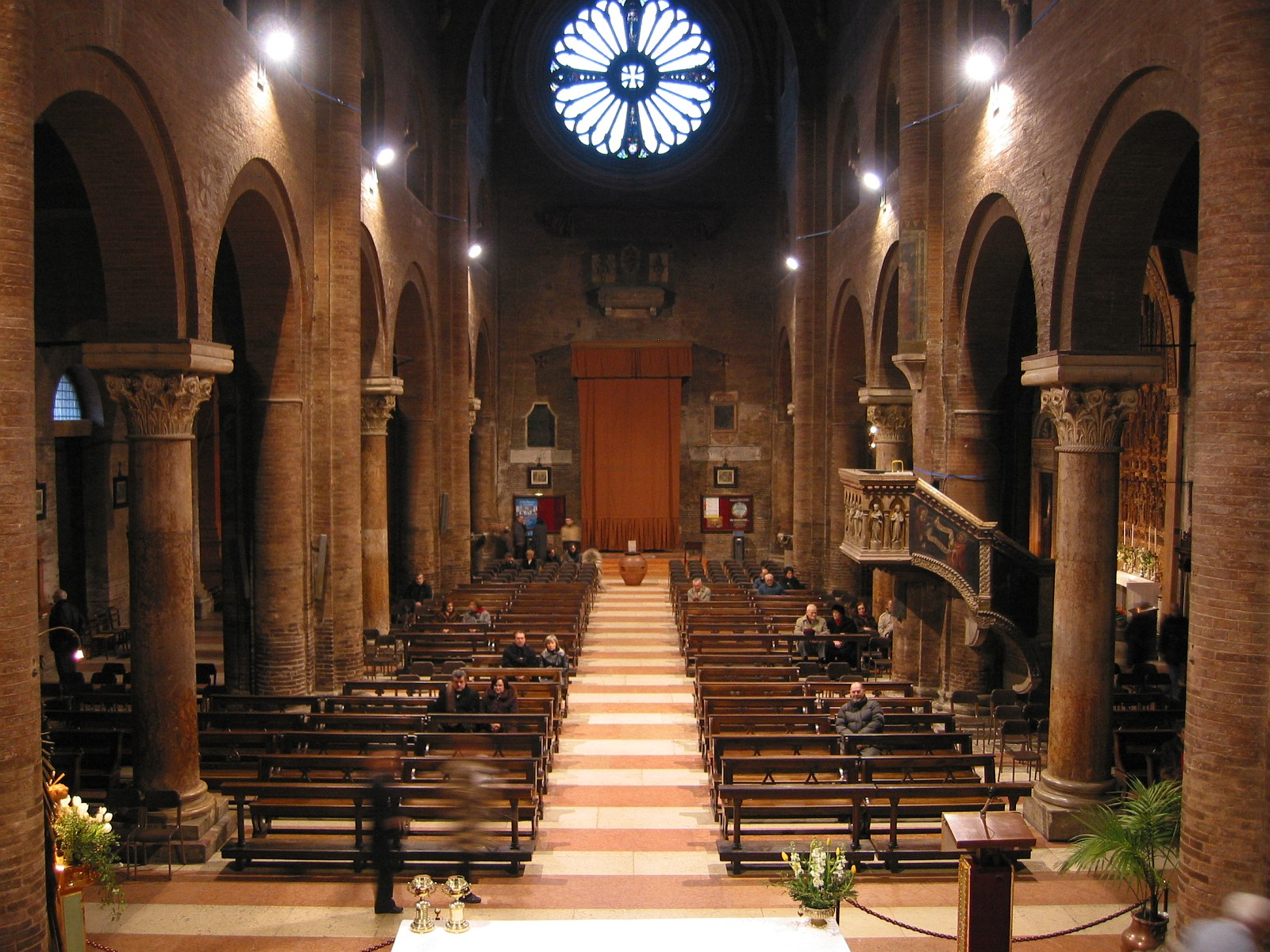
모데나 대성당 내부

1634년 프란체스코 1세 데스테에 의해 착공되어 1634년 프란체스코 5세에 의해 완공된 모데나의 두칼레 궁전은 17세기부터 19세기까지 에스테 가문의 궁정이었다. 한때 도시의 주변에 위치했던 옛 에스테 성 지역에 지어졌다. 일반적으로 바르톨로메오 아반치니가 담당했으나, 설계 과정에서 당대의 거장들인 코르토나, 베르니니, 보로미니에게 조언과 지도를 구했을 가능성이 제기되었다.
궁전에는 현재 모데나 사관 학교, 군사 박물관, 귀중서 보관 도서관이 위치해 있다.
바로크 양식 파사드가 존재하며, 이곳을 통해 영예의 코트 (군사 행사가 열리는 곳)와 영예의 계단으로 갈 수 있다. 중앙 홀에는 마르코 안토니오 프란체스키니가 제작한 17세기의 천장화 '브라다만테의 대관식'이 그려져 있다. 금박을 입힌 탈부착식 패널로 덮인 '살로티노 도로'(Salottino d'Oro, 황금 홀)는 프란체스코 3세 공작이 주요 집무실로 사용한 공간이었다.

### 시청사
그란데 광장 (유네스코 세계문화유산)을 바라보고 있는, 모데나 시청사는 17세기와 18세기에 걸쳐, 1046년부터 시청 업무용으로 지어진 여러 기존 건물들을 통합하여 조성되었다.
이곳은 시계탑 ('토레 델로롤지오, Torre dell'Orologio' 15세기 후반)이 특징이며, 1671년 지진으로 파괴된 또 다른 탑 (토레 치비카, Torre Civica) 과 짝을 이뤘었다. 시청사 , 주목할 사항은 전형적인 에밀리아의 배경으로 하여 저명한 고대 로마 시대의 인물들을 묘사한, 니콜로 델라바테'의 벽화 (1546년작)이 그려진 '살라 델 푸오코' (Sala del Fuoco, 불의 연회장)이다. '카메리노 데이 콘피르마티' (Camerino dei Confirmati, 공인(公人)들의 방))에는 모데나의 상징 하나인 '세키아 라피타' (Secchia Rapita)가 있으며, 이 양동이는 볼로냐에 맞선 차폴리노 전투 (1325년)의 승리의 기억을 담고 있다. 또한 알레산드로 타소니의 동명의 시에도 영감을 주기도 했다. 중세 시대 모데나의 또 다른 유물에는 궁전 현관 옆의 정사각 모양의 대리석으로 연설자의 받침대로 사용된 '프레다 링가도라' (Preda Ringadora)과, '라 보니시마' (La Bonissima, 아주 뛰어난 미녀)라는 조각상이 있다. 여성을 묘사한 후자의 조각상 경우 1268년 광장에 설치됐고 이후에 시청사의 입구로 재설치됐다.

### 대성당과 기를란디나

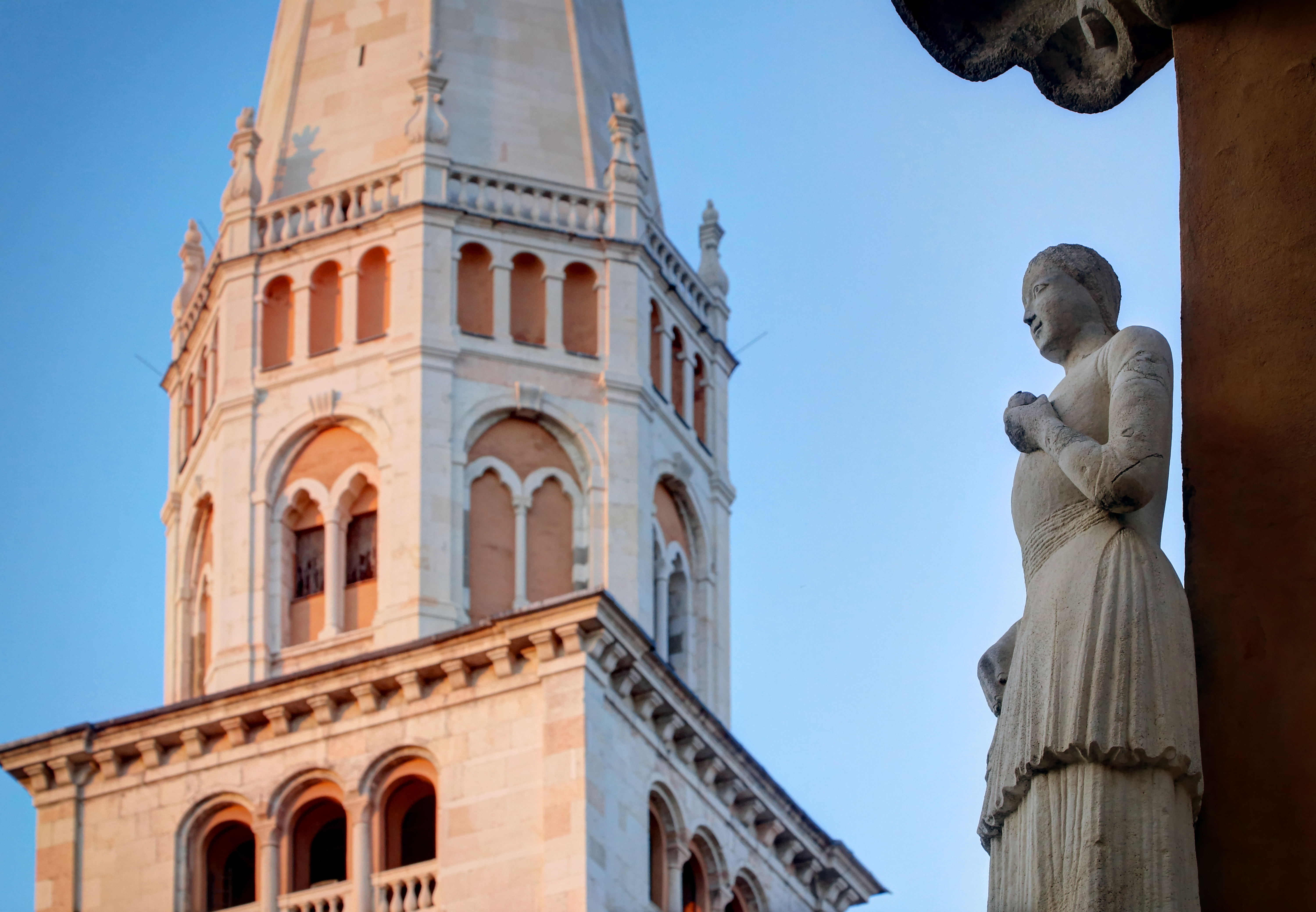
그란데 광장에서 본 라 보니시니마와 기를란디나 탑

모데나 대성당과 거기에 부속된 종탑은 유네스코 세계문화유산이다. 토스카나의 마틸다 여백작의 지시로 시작되어 도시의 수호 성인 성 제미니아노의 지하실이 이미 마련되어 있는 가운데 1099년 6월 6일에 초석이 놓였고, 6년 뒤 축성이 이뤄졌고 1184년에 완공되었다. 홍수에 자주 시달리고 폐허가 된, 한때 아리우스파의 중심지였던 이곳에 대성당을 건설한 일은 그 자체로 도시 재생 행위였고, 당시 제1차 십자군 전쟁의 동기를 부여한 흘러넘치는 경건함의 표현이었다. 독특하게도, 건축 책임자의 이름였던 란프랑코가 당시에 찬사를 받았는데, 도시 연대기작가는‘신의 자비로 그 사람이 발견되었다’(inventus est vir)라고 기록하며 코모 출신의 석공 란프랑코에 대한 대중들의 지지를 표현했다.
석공 작업장을 감독했던 조각가 빌리겔무스는 성당 건설을 기념하는 명판에서 찬사를 받았다. 조각의 주제는 복잡한 세부 묘사 속에서도 분명하게 드러나는데, 성당 외부의 거칠고 위험한 우주는, 내부의 기독교 세계로 이어지는 입구의 성서 속 인물들을 통해 매개된다. 모데나의 빌리겔무스의 조각에서, 인간의 육신은 이전 세기에 도식적이고 상징적인 형태에서 상실했던 것을, 새롭게 부여된 육체성으로 띠게 되었다. 동쪽 끝에 있는, 세 개의 애프스는 신랑(身廊, nave)과 넓은 측랑(aisles)으로 나뉘는 성당의 구조를, 그 대담하고 견고한 형태로 반영하고 있다.  모데나 대성당은 포강 계곡을 따라 진행된 성당과 수도원 건설 경쟁에 영향을 미쳤다.
고딕 양식의 종탑 (1224년–1319년)을 풍향계 주위를 두른 청동 화환(garland)에서 유래하여 '기를란디나 탑'이라 부른다.

### 그 외 교회
- 산 빈첸초: 13세기 이전 교회 위에 세워진 17세기의 건축물이다. 본래 설계는 파올로 레자노가 하였으며, 베르나르도 카스타니니가 완공했고, 과리노 과리니가 도왔을 것으로 추정된다. 내부에는 '성 빈첸시오와 카예탄의 생애'에 대한 이야기를 묘사한 시지스몬도 카울라의 프레스코가 존재한다. 돔은 제2차 세계대전 때 파괴되었다I. 에스테가 공작들의 장례 기념물을 소장하고 있다.
- 산타 마리아 델라 폼포사: '아이데스 무라토리아나'(Aedes Muratoriana)로도 알려져 있으며, 기록 상 이르면 1135년으로 기록되어 있어 모데나에서 가장 오래된 교회일 것이다. 중세 시대의 본래 건축물은 거의 남아있지 않으며 현재의 모습 대부은 기초부터 이곳을 재건한 주임 사제 루도비코 안토니오 무라토리 (1716–1750) 때의 것이다.
- 산 조반니 데콜라토: 성 미카엘에게 봉헌됐던 기존 교회 위에 지어진 16세기의 '성 요한 세례자의 수난 ' 교회이며 18세기에 개축되었다.
- 산타고스티노: 14세기에 만들어진 성 아구스티노 교회이며, 1666년 알폰소 4세 데스테의 장례를 위해 대대적으로 개축되었다.소박했던 원래 건축물은 17세기의 스투코 장식과 격자형 천장으로 화려하게 꾸며졌다. 가장 주목할 만한 예술품에는 안토니오 베가렐리의 '십자가에서 내려지는 예수' (1476년작)으로, 한때 산 조반니 바티스타에 있었다. 톰마소 다 모데나의 14세기 프레스코화의 흔적도 여전히 확인할 수 있다.
- 산 프란체스코: 1224년 프란치스코회가 지었으며, 2세기가 넘도록 완공되지 않았다. 이 고딕 양식의 교회는 13개의 조각상으로 이뤄진 베가렐리의 걸작 '십자가에서 내려지는 예수'를 소장하고 있다.

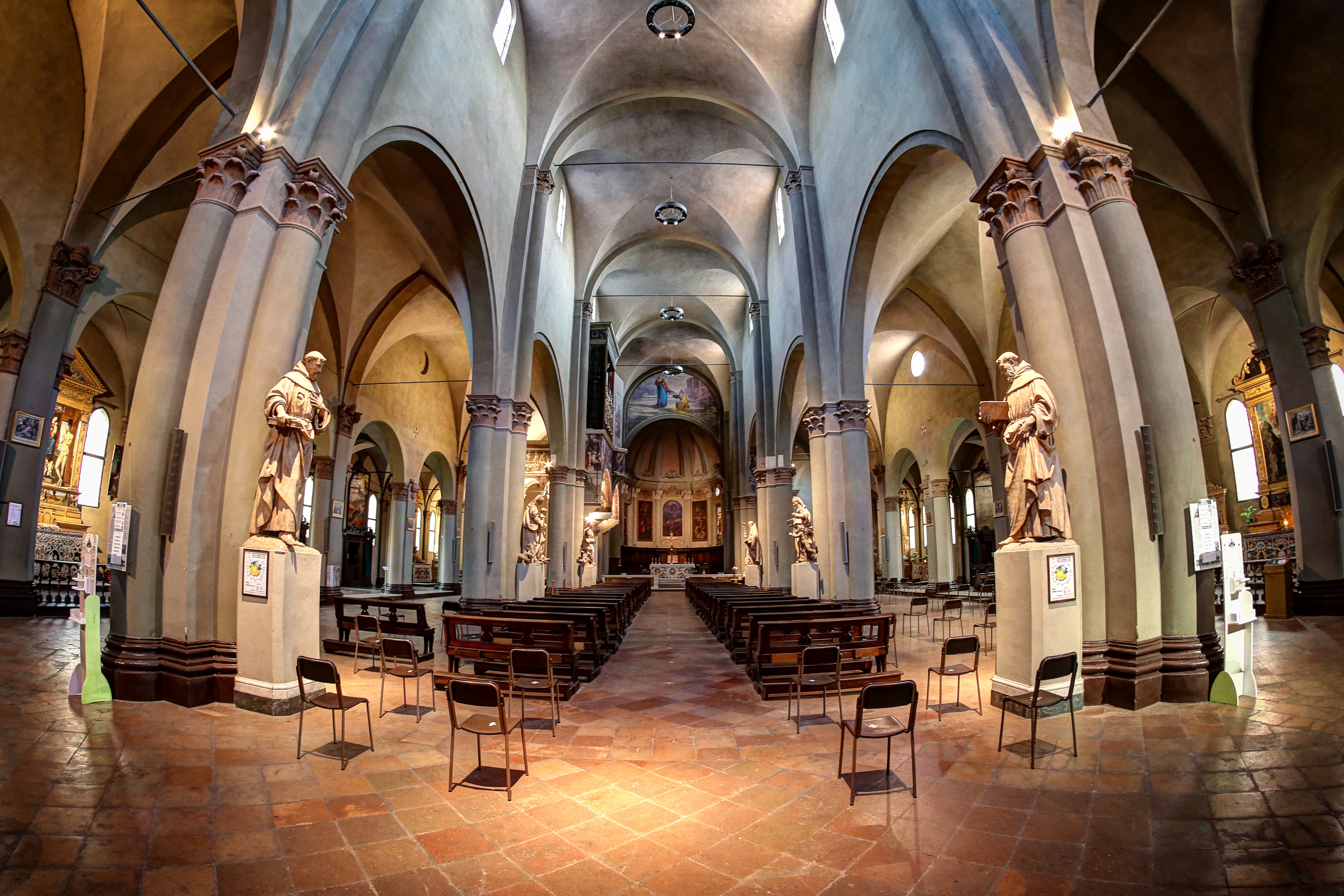
산 피에트로

- 산 피에트로산 피에트로: 전승에 따르면 유피테르 카피톨리누스 사원 위에 지어졌다고 한다. 현재의 르네상스 양식의 건물은 1476년의 것으로, 도시 성벽 바깥에 966년에 세워진 베네딕토회 수도원 옆에 만들어졌으며 르네상스 양식으로 된 몇 안 되는 모데나의 15세기 건축물에 속한다. 내부에는 15세기의 오르간과 베가렐리가 만든 테라코타가 있다. 종탑은 1629년에 세워졌다.
- 산 조르조: '모데나인들의 도움자 성모 마리아의 성소'로도 알려져 있다. 이 교회는 주 제단화로 모셔진 성모 마리아의 공경받는 성화를 자랑한다. 주 제단은 안토니오 로라기에 의해 다색 대리석으로 만들어졌다 (1666년). 배치는 그리스식 십자가 모양으로 1647년에 지어졌다.
- 산 바르톨로메오
- 키에사 델 보토: 1630년 역병이 끝나고 지어졌다.

### 시나고그
- 시나고그 : 코무날레 궁전 건너편에 위치했으며 1873년에 롬바르데스크 양식으로 모데나 유대인 공동체가 건설하였다.

### 그 외
- 메르카토 아비넬리 (Mercato Albinelli) : 1931년에 세워진 옛 시장
- 모데나-레조 에밀리아 대학교 식물원 : 식물원
- 산 카탈도 공동묘지 - 이탈리아의 아방가르드주의 건축가 알도 로시가 설계했다] (1971–1997년)
- 루차노 파바로티의 자택 (박물관)[6]

## 문화

### 박물관

#### 왕궁 박물관
산 아우구스티노 광동에 위치한 왕궁 박물관은 에스테 가문 시대의 공공 건축물의 대표적 예시로, 인접한 병원과 함께 18세기에 빈자들의 숙소로서 건립됐었다. 현재 모데나의 주요 박물관들이 입점해 있다:
- 에스텐세 미술관 : 틴토레토, 파올로 베로네세, 구이도 레니, 코레지오, 안니발레 아고스티노 카라치 형제 등의 작품들이 소장되어 있다. 가장 유명한 작품은 잔 로렌초 베르니니의 프란체스코 1세의 초상화와 조각상 및 디에고 벨라스케스의 캔버스화이다.
- 에스텐세 도서관 : 이탈리아에서 가장 중요한 도서관 중 하나.
- 중세 현대 미술관.
- 리소르지멘토 박물관.
- 에스테가의 묘비 박물관.
- 로마 시대 유물 박물관.
- 그라치오시 미술관.
- 고고학 민족학 박물관.

에스텐세 미술관과 도서관은 2012년 지진 이후 2015년 5월 29일에 재개장하였다. 미술관은 완전히 재건되었지만, 여전히 손상을 입은 조각들을 볼 수 있다.

#### 대성당 박물관
2000년 대희년을 맞이하여 개장한, 모데나 대성당 박물관은 예술적 유산으로 이뤄진 풍부한 컬렉션, 특히 미사용 물품 및 장식품 등을 소장하고 있다. 로마네스크 양식 메토프 및 지붕 장식같이 빌리겔무스와 프랑코의 대성당 건축물 유물 외에도, 19세기에서 20세기 사이 복원 작업 중 대성당 일대에서 발견된 로마 시대, 중세, 르네상스 시대의 부조, 조각, 비문들도 함께 전시되어 있다.

#### 엔초 페라리 박물관
2012년 3월 10일에 개장한, 박물관 단지에는 엔초 페라리의 생가 및 엔초 페라리가 로고로 앞발을 들어올린 말의 배경으로 택한 노란색이 칠해진 초현대적인 자동차 디자인 갤러리 등을 포함한다. 전시실은 유명 건축가 얀 카플리츠키가 설계했는데, 2009년에 그가 갑작스럽게 사망하면서 작업을 그의 동료이자 조수인 안드레아 모르간테가 진행했다.
내부에는 20세기 전반의 인물이자, 레이서, 그리고 자동차 제작자로서의 엔초 페라리의 삶을 담은 사진, 미공개 영상, 소중한 기념품들이 멀티미디어 형식으로 전시되어 있다.
전시실에는 모데나 스포츠 모터 경주 대회에 관한 이야기, 인물, 장소, 레이스 등을 표현한 전시물을 소장하고 있다.

#### 수집 카드 박물관
1986년 시에 본인의 컬렉션을 기부하기로 결심한 주세피 파니니 (Giuseppe Panini)가 건립한, 피구리나 박물관은 2006년 12월 15일 대중들에 공개되었다. 산타 마르게리타 궁전 내부에 위치하였으며, 이곳에는 델피니 도서관 및 시립 미술관 등도 위치해 있다.
박물관에는 고전 스티커, 담배 카드, 봉투 씰, 성냥갑, 달력 외에도, 여러 수집품들을 소장하고 있으며, 이 수집품들 모두 시대를 거치며 발전해온 그림 카드의 역사를 보여주는 매우 중요한 사료로 간주된다.

### 모데나 시립 극장
테아트로 코무날레 모데나 (모데나 시립 극장, 2007년 10월 루차노 파바로티 커뮤니티 시어터로 개칭)는 모데나에 위치한 오페라 극장이다. 현재의 극장 건설에 대한 생각은 이미 존재하던 비아 에밀리아 시립 극장 (Teatro Comunale di via Emilia, 공립 및 사립 혼합 형태)이 더 이상 오페라 공연을 열기에 적합하지 않다는 것이 분명해지던 1838년으로 거슬러 올라간다. 그럼에도 이 극장은 당시까지 도니체티, 벨리니, 로시니의 모든 작품들이 상영된 곳이었고 모데나에는 활발한 오페라 문화가 존재하고 있었다.
모데나 시장의 주도 아래 음악원 (Conservatorio dell'Illustrissima Comunita)과 협력하여, 건축가 프란체스코 반델리는 "도시의 위엄과 무대 예술의 전승을 위해" 처음에는 'Teatro dell'Illustrissima Comunità'이라 불렸던 극장의 설계를 맡았다.. 당시의 전형적인 박스석 판매와 더불어 프란체스코 4세 공작의 상당한 기부금에서 자금을 충당받은, 반델리는 피아첸차, 만토바, 밀라노 등의 극장에서 아이디어를 합친 새로운 극장의 설계를 해냈고, 오페라 극장 첫 개장을 위해 특별히 의뢰를 받은 간디니의 'Adelaide di Borgogna al Castello di Canossa' 공연과 함께 1841년 10월 2일에 극장이 문 열렸다.

### 미식

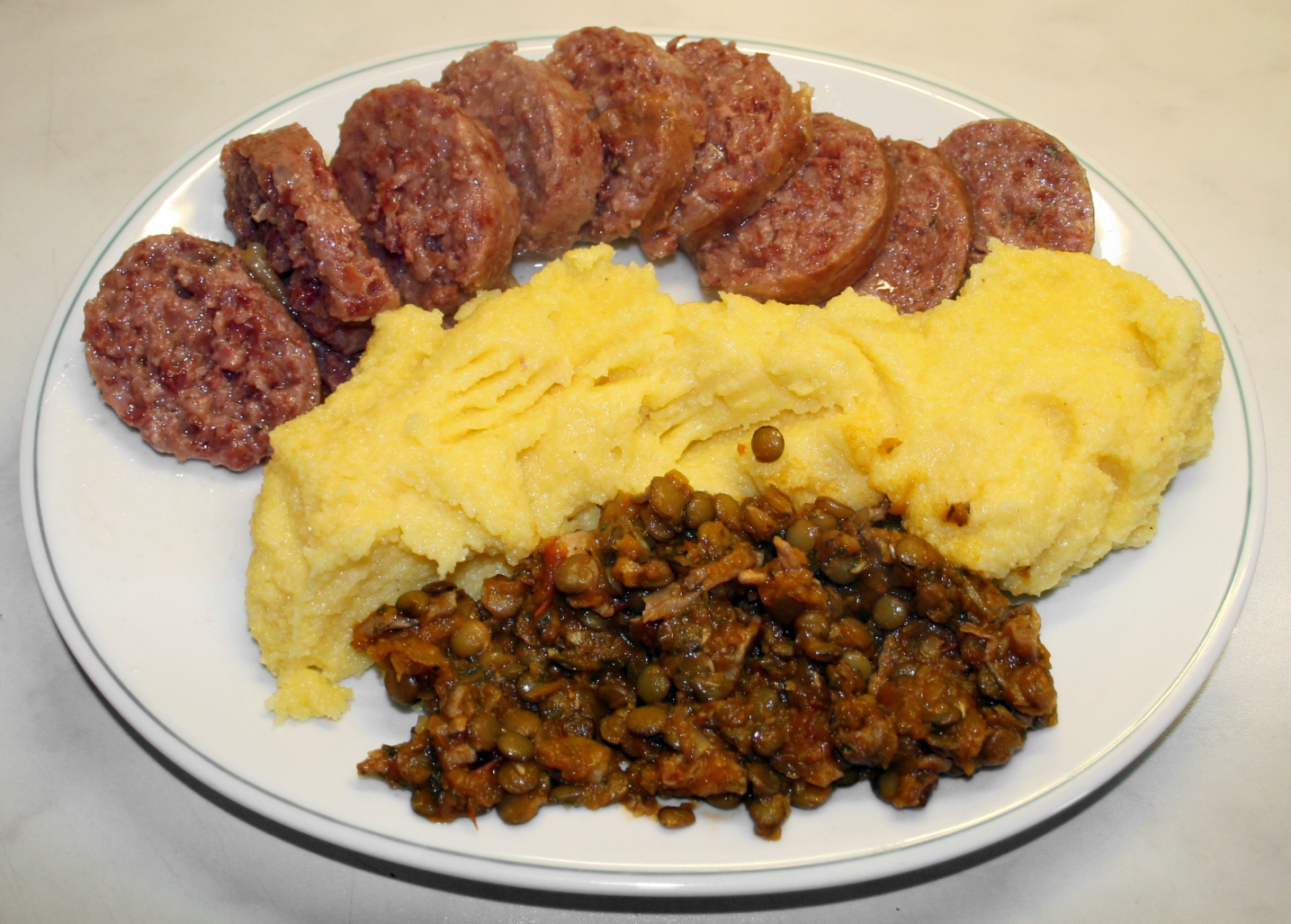
폴렌타, 렌틸콩과 함께 제공되는 '코테키노 모데나'

모데나는 고기, 햄, 살라미 등을 자주 포함한 풍부하고 다양한 요리로 유명하다. 가장 유명한 모데나 요리 중 하나가 '참포네' (지방지고 따뜻한 버전) 또는 '코테키노 모데나' (참포네보다 가벼운 버전)이다. 코테키노는 1511년 미란돌라로 기원이 거슬러 올라가며, 미란돌라가 포위를 당한 동안, 미란돌라 사람들은 고기를 보존하고 덜 연한 부위를 사용할 방법을 찾아야만 해서 코테키노를 만들게 된 것이다. 18세기경부터 겔브부어스트보다 훨씬 인기가 있게 되었고, 19세기에 들어 이 지역에서 대량 생산이 이뤄졌다.
이탈리아 파스타 문화에 있어 모데나의 기여는 '토르텔리니'와 '토르텔로니'이며, 이 파스타들은 고리 형태를 한 사각형의 파스타로 안에 고기와 치즈로 채워져 있다.
'카펠로 델 프레테' 역시도 대중적인 음식으로, 아주 기름진 돼지의 족발 요리이다. 다른 음식에는 블랙 타르트 (페이스트리 도우에 커피/코코아 및 아몬드를 채운 디저트)의 일종인 '토르타 바로치' 또는 '토르타 네라', 기름진 돼지고기의 남은 부위를 압박, 건조, 숙성시키는 등 오랜 조리 과정을 거쳐 만든 '치촐리', 소금으로 절인 돼지 비계를 마늘, 로즈마리, 파마산 치즈와 함께 가루로 내어 만든 스프레드인 '페스토 모데네세'가 있으며 보를렌고와 크레셴티네에 발라 먹는다.
모데나의 발사믹 식초는 2000년 유럽연합 법률에 따라 지리적 표시 보호가 되었다. 발사믹 식초는 샐러드, 치즈, 딸기 등을 비롯한 여러 많은 요리에 쓰이는 소스이다. 포도액을 조리하는 방식은 고대 로마 때로 거슬러 올라갈 수 있으며 이른바 '사품' (sapum)은 의약품 및 주방에서 단맛을 내는 소스 용도로 사용되었다. 발사믹 식초에 대한 오랜 역사는 수세기에 걸쳐 왔었고 현재는 이탈리아보다는 해외에서 대부분이 소비되고 있다.
모데나는 이탈리아에서 가장 극찬 받는 식당 오스테리아 프란체스카나 위치해 있으며, 이곳은 2013년 이래로 미슐랭 가이드에서 별 3개를 유지하고 있고, 2018년 기준으로는 세계 최고의 식당 50에 이름을 올렸다.

### 예술
아트 스튜디오 fuse*가 모데나를 기반으로 하고 있다.

## 경제

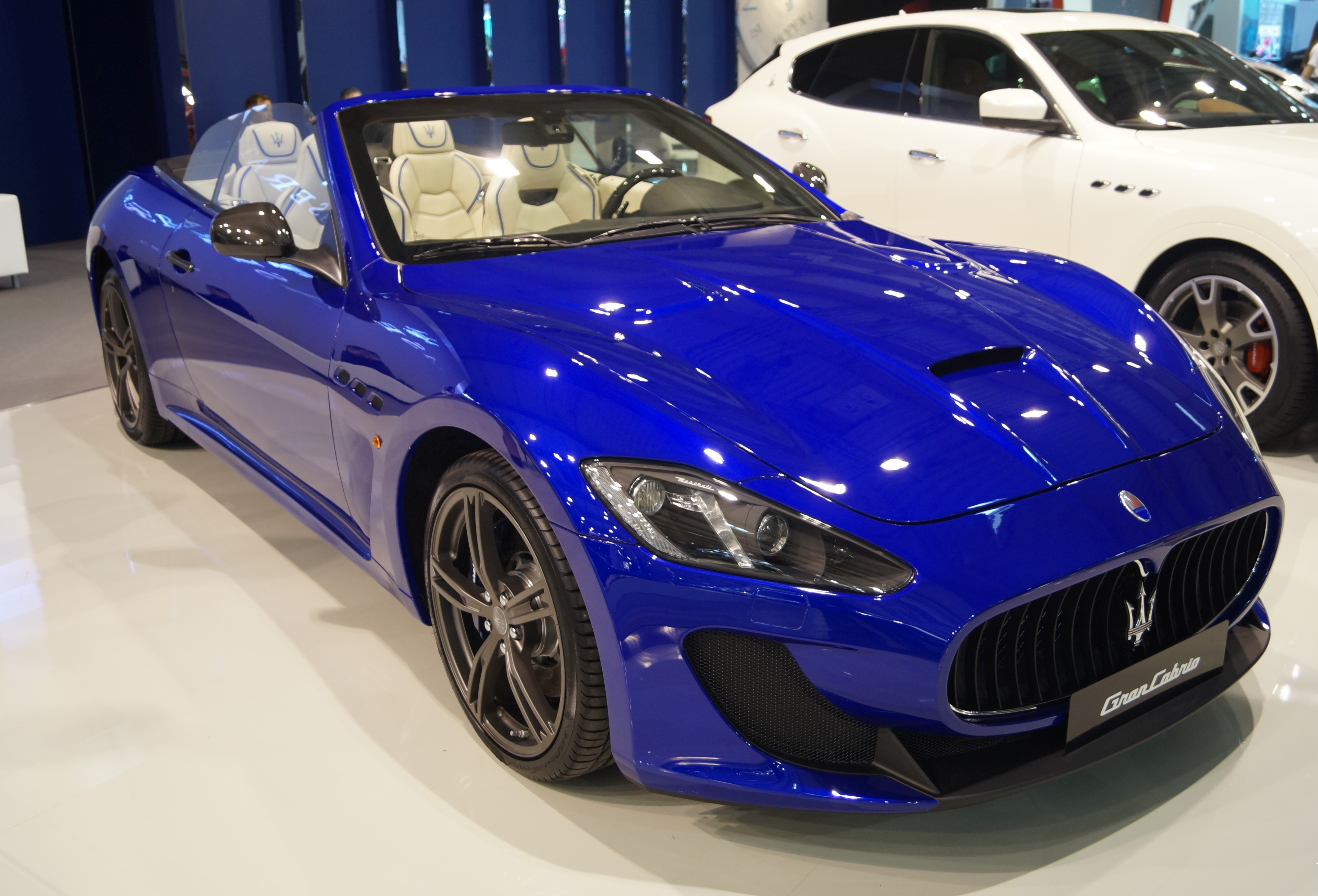
마세라티 그란카브리오 MC

모데나와 모데나도는 풍부한 농업 환경과 여러 중소 제조업체들 덕에 이탈리아에서 가장 부유한 지역 중 하나이다. 그 중에서도 가장 많은 고용자를 둔 곳은 BPER 방카, 출판사 파니니 그룹, 유럽 최대 육가공 업체 중 하나인 크레모니니 그룹, 그란디 살루미피치 아틸리아니 (Grandi Salumifici Italiani), 파르마레기오 (Parmareggio), 그루포 피니, 대형 의류사 리우조 등이 있다.

### 자동차 산업
모데나는 토리노와 함께 이탈리아의 자동차 산업 중심지 중 한 곳으로, 이 분야에서 풍부한 역사와 전통을 지녔다. 상징적인 페라리 브랜드는 모데나의 전설적인 자동차 업계 거물 엔초 페라리가 모데나에서 설립했으며, 오늘날에도 도시 바로 밖에 위치한 교외 지역 마라넬로로 본사가 자리잡고 있다. 파가니, 마세라티 등 다른 이탈리아의 고급 자동차 제조 업체도 모데나에 본사를 두고 있다. 전기 오토바이 제조사 에네르지카 모터 컴퍼니도 이곳에 본사가 있다.
본래는 레이싱 자동차 제조사였다가 이후 이탈리아 내 버스 제조사로 유명하게 된 카로체리아 아우토드로 모데나도 1949년부터 2004년까지 모데나에 기반 및 기업을 운영했었다.

## 유명 인물
- 비토리오 발렌타니 (1906년–1968년) : 공학자 및 레이싱 드라이버
- 모데나의 아론 베레키아 (1549년–1639년) - 유대인 카발라주의자 및 저술가[14]
- 마우리치오 체레솔리 (1983년 출생) - 레이싱 드라이버
- 주세페 카스타녜티 (1909년–1965년) - 로마 가톨릭 정치인
- 엔초 페라리 (1898년–1988년) - 페라리 창립자
- 미렐라 프레니 (1935년–2020년) - 오페라 소프라노
- 프란체스코 구치니 (1940년 출생) - 가수 및 작사가
- 스테파노 모데나 (1963년 출생) - 레이싱 드라이버
- 루차노 파바로티 (1935년–2007년) - 오페라 테너
- 아브라함 로비고 (1650년–1713년) - 유대인 카발라주의자, 랍비, 학자.
- 세르조 시기놀피 (1925년–1956년) - 레이싱 드라이버

## 대중 교통

### 기차
1859년에 문을 연 모데나역은 밀라노-볼로냐 철도의 일부를 이루고 있고, 모데나를 베로나, 사수올로 등과 연결시키는 두 개 노선의 종점 역할도 하고 있다.

### 도심 대중교통
모데나의 대중 교통망은 SETA가 운영하며 이 교통망에는 모데나 트롤리버스가 있다.

## 인구
2011년 인구 조사 기준, 도시 내 179,149명이 거주했다. 인구 밀집도 (평방 킬로미터당 인구)는 978.9/km2 (2,535.3/sq mi)이었다. 미성년자 (18세 및 그보다 아래)는 전체 인구의 16.2 퍼센트로 22.5 퍼센트를 차지한 연금 수령자에 비해 적었다. 이 수치는 이탈리아의 평균치 18.1 퍼센트 (미성년자)와 19.9 퍼센트 (연금 수령자)들과 대조된다. 모데나 거주민의 평균 연령은  44세이며 이탈리아 평균인 42세보다 많았다. 2002년과 2007년 사이, 모데나의 연령은 2.4% 증가했고, 이탈리아는 전체적으로 3.6% 증가했다. 모데나의 현재 출산율은 1,000명당 9.62명으로 이탈리아 평균 9.45명과 대조된다.
2006년 기준, 인구의 89.6%는 이탈리아인이다. 가장 규모가 큰 외국인 집단은 유럽의 다른 곳에서 온 자들 (대표적 루마니아, 알바니아, 전체 인구의 3.9%)이고, 뒤를 이어 북아프리카 2.4%, 사하라 이남 아프리카 1.9%로 이어진다.

## 스포츠

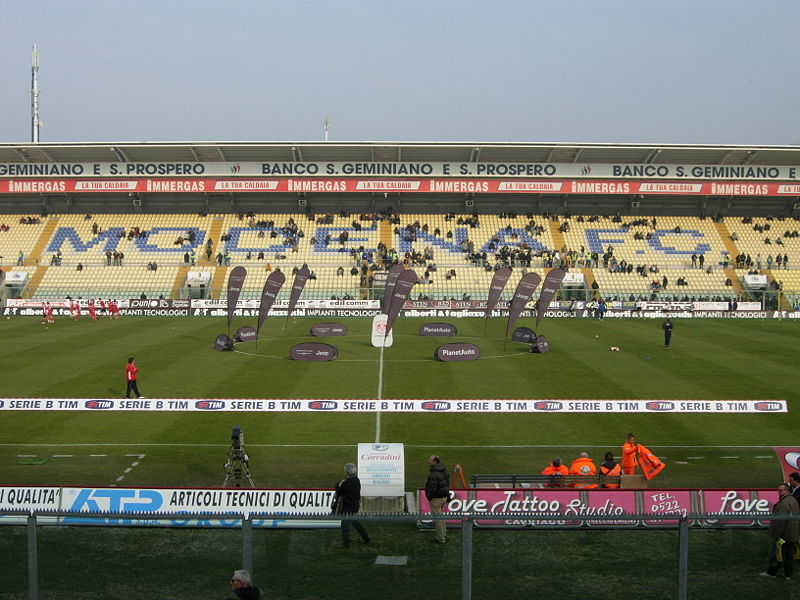
The Stadio Alberto Braglia, home of Modena FC

모데나는 자동차 경주 팀 및 인근 마라넬로를 기반으로 한 자동차 제조사의 창립자인 엔초 페라리의 출생지이었기에 모터스포츠와 관련하여 활발한 스포츠 전통을 가지고 있다. 페라리 360 모데나는 이 도시의 이름에서 명명되었다. 모데나는 전세계에서 '수퍼카들의 수도'로 유명하며, 마세라티, 람보르기니, 파가니는 물론 과거의 두카티, 드 토마소 등의 본사가 이 근처에 있었다.
모데나에는 큰 축구 팀 두 개가 존재하며 여러 세월 세리에 B에 참가하다가 2017년에 해체된 모데나 FC와, 세리에 B에 소속된 카르피 FC 1909이다. 2018년, 모데나 FC는 모데나 FC 2018이라는 이름으로 재창단되었으며 이들은 과거 모데나 FC의 홈구장인 21,151석 규모의 스타디오 알베르토 브랄리아에서 경기를 치르는데 이곳은 국제 럭비 연맹의 경기가 열리는 곳이기도 하다.
배구는 모데나의 스포츠 역사에서 중요한 부분을 차지하며, 모데나 발리는 국내 선수권대회 12회 우승, 챔피언스 리그에서 4회 우승, 그 밖의 트로피 등을 거머쥔 바 있다.
50년 전통의 야구팀 모데나 BBC도 존재하며, 현재 이탈리아 야구 리그 A-Serie에 참가 중이다.

## 국제 관계

### 자매 도시
모데나는 다음과 자매 결연을 맺고 있다:
- 카자흐스탄 알마티
- 중국 번시시
- 미국 하일랜드파크
- 오스트리아 린츠
- 브라질 론드리나
- 세르비아 노비사드
- 미국 세인트폴

### 영사관
- 라트비아

## 같이 보기
- 모데나 레조 공국